# چینی (آق‌سو)
چینی (به لاتین: Çiyni) یک منطقه مسکونی در جمهوری آذربایجان است که در شهرستان آق‌سو واقع شده است. چینی ۸۷۳ نفر جمعیت دارد.